# Silene sveae
Silene sveae är en nejlikväxtart som beskrevs av Lidén och Oxelman. Silene sveae ingår i släktet glimmar, och familjen nejlikväxter. Inga underarter finns listade i Catalogue of Life.